# SALAAR/サラール
『SALAAR/サラール』（Salaar: Part 1 – Ceasefire）は、2023年のインドのテルグ語叙事詩的アクションスリラー映画。プラシャーント・ニールが監督・脚本を務め、プラバース、プリトヴィラージ・スクマーラン、シュルティ・ハーサン、ジャガパティ・バーブ、ボビー・シンハー、シュリヤー・レッディ、ラーマチャンドラ・ラージュ、ジョン・ヴィジャイ、ティーヌー・アーナンド、デーヴァラージ、ブラフマージー、マイム・ゴーピ、イーシュワリ・ラーオが出演している。架空の都市国家カンサールを舞台に、支配者の地位を巡る権力闘争を通して主人公デーヴァと親友ヴァラダの友情を描いている。物語はプラシャーント・ニールの監督デビュー作『Ugramm』から影響を受けており、二部作の構想で製作されている。撮影は2021年から2023年にかけてテランガーナ州、イタリア、ブダペストで行われた。
2023年12月22日に公開され、批評家からは演出、ストーリー、世界観の構築、キャラクター、キャストの演技、アクションシーン、音楽、カメラワーク、現代的な君主制国家の描写などが高く評価された。また、製作費27億ルピーに対して興行収入は70億ルピーを記録するなど商業的にも成功を収めており、テルグ語映画年間興行成績第1位、テルグ語映画歴代興行成績第5位、南インド映画歴代興行成績第6位、インド映画年間興行成績第5位、インド映画歴代興行成績第15位にランクインしている。

## ストーリー
1985年。都市国家カンサールの元首ラージャ・マンナルの息子ヴァラダは異母兄ルドラに名誉と権力の象徴である鼻輪を奪われるが、話を聞いた親友デーヴァが鼻輪を取り戻すことに成功する。その後、デーヴァの母が抗争に巻き込まれ、ランガの父に命を狙われる。事態を知ったヴァラダは父から与えられた領地と引き換えにデーヴァ母子を助け、2人をカンサールから脱出させる。別れ際、デーヴァは「名前を呼べば、必ず駆け付ける」とヴァラダに約束してカンサールを去っていく。
2017年。アメリカ合衆国で活動する実業家クリシュナカントの娘アディヤは、母の遺言を果たすためヴァーラーナシーに向かおうとするが、途中でカンサールの関係者であるオブランマの部下たちに誘拐されそうになる。彼女はクリシュナカントの同志ビラールに助け出され、アッサム州ティンスキアの炭鉱町にかくまわれる。そこでデーヴァの母が運営する学校の教師として生活を始めるが、オブランマの部下たちに見つかり連れ去られそうになるが、デーヴァに助け出される。カンサールの抗争に巻き込まれることを避けようとするデーヴァの母は息子を連れて町を立ち去るが、途中でアディヤとビラールが連行される姿を目撃し、デーヴァに2人を助けるように伝える。デーヴァはオブランマの部下たちを倒して2人を助け出すが、それによってヴァラダや彼の異母姉ラーダーに存在を察知されてしまう。デーヴァの存在を知ったラーダーは、彼とヴァラダを対立させようと画策し、一方でビラールはアディヤにカンサールの歴史を語り始める。
1127年。盗賊業を生業とする3部族（マンナル族、シャウリャンガ族、ガニヤル族）によってカンサールが建国された。時代が流れ1947年のインド独立に際してカンサールの処遇について議論が行われる中、カンサール元首のシヴァ・マンナルはインド政府に自治権を認めさせると同時に、カンサールの存在を地図から抹消させることに成功する。彼はカンサールを治める規律「ニバンダナ」を制定し、8人の大領主と61人の小領主を任命して支配体制を確立した。1985年にシヴァ・マンナルが死去し、新たにシャウリャンガ族のダーラが元首に就任することになったが、これに不満を抱いたシヴァ・マンナルの息子ラージャ・マンナルがダーラとシャウリャンガ族を滅ぼして元首に就任する。ラージャ・マンナルはガニヤル族の5人（ヴァーリ、ランガの父、ナラング、チーカ、グルング）と家族の3人（第一夫人の兄オーム、息子ルドラ、ラーダーの夫バーラヴァ）を新たに大領主に任命し、娘ラーダーを元首代理に任命して支配体制を確立した。一方、ヴァラダはデーヴァ母子を助けるために無断で領地を手放したことで父の逆鱗に触れ、小領主の地位に甘んじることになった。
2010年。バーラヴァがヴァラダとの和解をラージャ・マンナルに提案し、ラージャ・マンナルはヴァラダを大領主に復帰させるため、父の跡を継いでいたランガに大領主の地位を手放すように命令する。命令に不満を抱いたランガは、ラージャ・マンナルの不在の隙をついてルドラ、バーラヴァと共謀してヴァラダを襲撃するが、事態を知ったラーダーに停戦を命じられてしまう。ランガたちは停戦を解除させるための投票を提案し、解除に備えて傭兵を大量に雇い入れる。ヴァラダはグジャラート州バルーチで暮らしていたデーヴァの元に向かい助けを求め、デーヴァはカンサールに戻ってくる。そこでデーヴァは、ナラングの息子ヴィシュヌが領内の少女スラビを凌辱しようとする現場に遭遇してヴィシュヌを殺害する。デーヴァとヴァラダはヴィシュヌ殺害の審議を受けることになり、ルドラとバーラヴァはナラングを扇動してヴァラダを殺させようとするが、デーヴァはヴァラダに危害を加えようとしたナラングを殺害し、2人は仲間と共に投獄されてしまう。投票日を迎え、帰国したラージャ・マンナルは停戦を維持しようとするが、票数が拮抗する中でヴァラダが停戦解除に票を投じたことで、カンサールは内戦に突入する。ルドラは元首の地位を手に入れるためオームと手を組み、シャウリャンガ族の生き残りであるバーラヴァは復讐のために残党たちと共に蜂起する。一方、デーヴァとヴァラダはランガを殺害し、ヴァラダは元首の地位への野心を明かした。そんな中、バーラヴァの部下ティルによって、デーヴァの正体がダーラの息子であり、カンサールの正当な支配者であることが明かされる。

## キャスト
- デーヴァラタ・ライサール（デーヴァ） - プラバース
  - 幼少期のデーヴァ - ヴィディーシュ・アーナンド
- ヴァラダ・ラージャ・マンナル、シヴァ・マンナル - プリトヴィラージ・スクマーラン（英語版）
  - 幼少期のヴァラダ - カールティケーヤ・デーヴ
- アディヤ・クリシュナカント - シュルティ・ハーサン
- デーヴァの母 - イーシュワリ・ラーオ（英語版）
- ラーダー・ラマ・マンナル - シュリヤー・レッディ（英語版）
- ラージャ・マンナル - ジャガパティ・バーブ
- バーラヴァ - ボビー・シンハー
- ランガ - ジョン・ヴィジャイ（英語版）
- ガイクワード（先生） - ティーヌー・アーナンド
- オーム・マンナル - デーヴァラージ（英語版）
- ヴァーリ - ブラフマージー
- ルドラ・ラージャ・マンナル - ラーマチャンドラ・ラージュ
  - 幼少期のルドラ - ハルシュ・ローシャン
- ナラング - M・S・チャウダリ
- リンダ - ラーマーナ（英語版）
- ビラール - マイム・ゴーピ（英語版）
- オブランマ - ジャーンシー（英語版）
- バーチ・ラージャ・マンナル - プラモード・パンジュ（英語版）
- ヴィシュヌ - ヴァジュラング・シェッティ（英語版）
- チーカ - サウラヴ・ローケーシュ（英語版）
- グルング - チェルヴァラージ
- ハザレ - マドゥー・グルスワーミ（英語版）
- クリシュナカント - ラヴィ・バット
- パンディット - ナヴィーン・シャンカル（英語版）
- ティル - シャーフィー（英語版）
- 村長 - プルドヴィ・ラージ（英語版）
- チャンドラーム - サプタギリ（英語版）
- 荷送人 - ジェイソン・シャー（英語版）
- ヴェーダ - サンパト・ラーム（英語版）
- スラビの母 - カルパラタ
- スラビ - ファルザーナー
- オブランマの息子 - サトヴィク・ヴァルマー

## 製作

### 企画
2020年8月、『Ugramm』を観賞したプラバースは感銘を受け、監督のプラシャーント・ニールに「次回作の監督を務めて欲しい」と打診した。この企画は2022年から製作が始まる予定だったが、プラバースは『Radhe Shyam』『Adipurush』、プラシャーント・ニールは『K.G.F: CHAPTER 2』の製作で多忙だったこともあり、製作は延期された。11月に入り、プラシャーント・ニールがN・T・ラーマ・ラオ・ジュニアまたはプラバースを主演に迎えた新作映画の製作を開始することが報じられ、12月2日にはホンバーレ・フィルムズによってプラシャーント・ニールの次回作『Salaar』の製作が発表され、同時にプラバースが主演を務めることも明かされた。
2021年1月15日にハイデラバードでムフラト・ショットが行われ、音楽監督にはラヴィ・バスルール、撮影監督にはブヴァン・ガウダ、編集技師にはウッジワール・クルカルニーがそれぞれ起用された。当初は1作で完結する予定だったが、2023年7月8日にホンバーレ・フィルムズは『Salaar』が二部作で製作されることを発表し、第1作のサブタイトルが「Ceasefire」であることが明かされた。

### キャスティング
プラシャーント・ニールはプラバースの起用について「彼の純粋さに惹かれたんです。プラバースは、ほかの俳優と比べて純粋さを醸し出している。この純粋さを引き出してスクリーンに描き出せることは、本当に素晴らしいことだと思っています」と語っており、一方のプラバースはデーヴァ役について「非常に暴力的で、これまで演じたことがないキャラクターだ」と語っている。また、プラバースは役作りのために肉体トレーニングを行うことが報じられ、さらに二役を演じることも報じられたが、これは後に否定された。
2021年1月28日、プラバースはシュルティ・ハーサンの誕生日を祝福すると同時に、彼女が『SALAAR/サラール』に出演することを明かした。彼女はヒロインのアディヤ役を演じ、出演料として8000万ルピーを受け取ったことが報じられている。また、プラバースはコーチで行われた『Radhe Shyam』の記者会見の場でプリトヴィラージ・スクマーランが『SLAAR/サラール』に出演することを明かし、プリトヴィラージ・スクマーランにとって2010年公開の『Police Police』以来のテルグ語映画への出演となった。このほかにマドゥー・グルスワーミ、ジャガパティ・バーブ、イーシュワリ・ラーオ、シュリヤー・レッディ、ティーヌー・アーナンド、ボビー・シンハー、ラーマチャンドラ・ラージュ、サプタギリ、マイム・ゴーピ、ジョン・ヴィジャイの出演が明かされている。

### 撮影

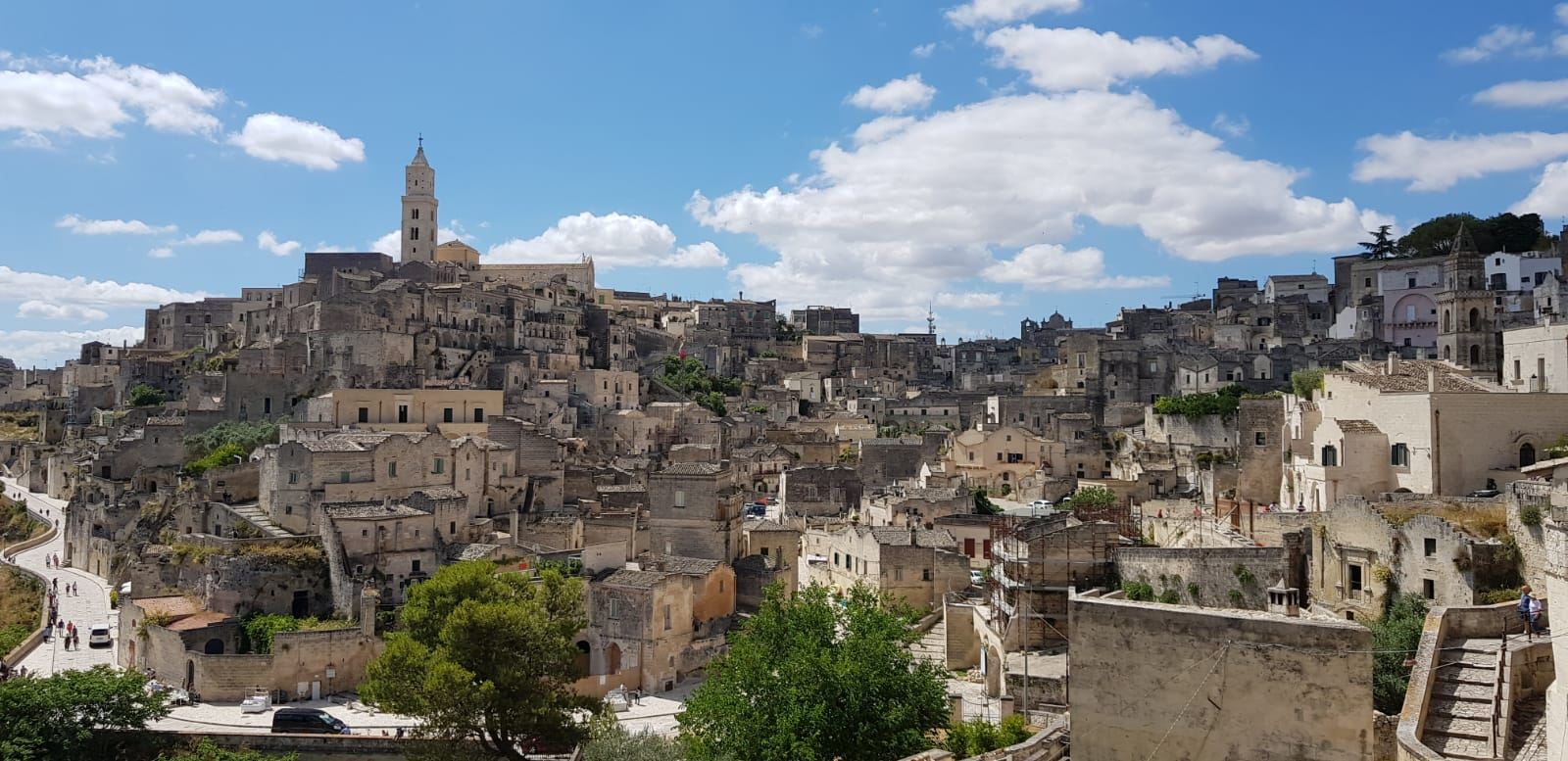
マテーラ

2021年1月27日からテランガーナ州ゴーダーヴァリカーニで主要撮影が始まり、同月29日からシュルティ・ハーサンが撮影に合流した。また、同地ではプラバースのアクションシーンも撮影されたが、この翌日に撮影中のプラバースの写真がソーシャルメディア上で流出したため、これ以降の撮影現場では厳重な警備態勢が敷かれるようになった。2月8日にブヴァン・ガウダが第1スケジュールの撮影が終了したことを明かした。8月3日からハイデラバードで第2スケジュールの撮影が始まり、プラバースとシュルティ・ハーサンの共演シーンが撮影された。また、同作ではインド映画で初めてダーク・セントリック・テーマ技術を使用して撮影が行われ、同月12日に撮影は終了した。
2022年3月にプラバース主演作『Radhe Shyam』が公開された後、プラバースは膝の手術を受けるためスペインに向かい、その後は『カルキ 2898-AD』の撮影が始まったこともあり『SALAAR/サラール』の撮影は一時中断した。同年5月までに全体の30パーセントの撮影が終了し、同月24日から第3スケジュールの撮影が始まる予定だったが、同月18日に前倒しされた。また、同日にはアクションシーンの舞台裏を撮影した動画が公開された。6月28日からハイデラバードで第4スケジュールの撮影が始まり、プラバースとシュルティ・ハーサンの共演シーン、プラバースが大勢のギャングと対峙するシーンの撮影が巨大な撮影セットで行われ、アンバリヴがアクションの振り付けを担当した。撮影は長期間に及ぶことが報じられ、12月にプロデューサーのヴィジャイ・キラガンドゥールは全体の85パーセントの撮影が終了したことを明かした。
2023年2月上旬に最終スケジュールの撮影が始まり、同月末には撮影が終了することが報じられた。このスケジュール期間中は20分間にわたる海上でのアクションシーンの撮影が行われ、このシーンの撮影だけで1億ルピーの費用が投じられた。同月10日からは『Veera Simha Reddy』『Waltair Veerayya』のポストプロダクションとプロモーションを終えたシュルティ・ハーサンが撮影に合流し、同月23日に撮影が終了した。3月中旬からはマテーラ、ナポリ、ローマ、ブダペストで撮影が行われ、9月に再撮影が行われた後、ファイナルカットを確認したプラシャーント・ニールはさらに修正作業を行うことを決めた。10月下旬にはジープや戦車を含む750台以上の車両を投入した「大規模な戦争シーン」の撮影が行われ、3年間（114日間）に及ぶ主要撮影が終了した。

### ポストプロダクション
2022年12月にヴィジャイ・キランガドゥールは「VFX作業には6か月間の日数がかかる」と発言している。2023年8月までにポストプロダクション作業の現場がラヴィ・バスルールの故郷バスルールに移ったが、これはセキュリティ対策と情報漏洩防止のためと推測されている。同月中旬からは吹き替え作業が始まり、シュルティ・ハーサンがテルグ語、カンナダ語、タミル語、マラヤーラム語、ヒンディー語の吹き替えを行い、9月初旬までに吹き替え作業が終了した。また、プリトヴィラージ・スクマーランも12月までに吹き替え作業を終了させている。一方、9月中旬に入っても600以上のVFXショットの作業が滞り、再撮影も同時に行われることになっため、公開予定日が2023年9月28日から延期されることになった。

### 音楽
映画音楽とサウンドトラックの作曲はラヴィ・バスルールが手掛け、ディーヴォがオーディオ権を取得した。2023年12月13日にファーストシングル「Sooreede」がリリースされ、さらに同月21日に「Prathi Gaadhalo」、同月22日に「Sound of Salaar」、同月26日に「Vinaraa」のシングルがリリースされた後、同月31日にサウンドトラック・アルバムがリリースされた。

## 公開

### 劇場上映
2021年8月、『SALAAR/サラール』が2022年4月14日に公開されることが発表されたが、プラシャーント・ニールの監督作『K.G.F: CHAPTER 2』の公開日と重なったため延期された。2022年3月に『ピンクヴィッラ』の取材に応じたヴィジャイ・キランガドゥールは、COVID-19パンデミックに伴う製作の遅れにより、『SALAAR/サラール』の公開日は「2023年第2四半期（4月-6月）ごろになるだろう」とコメントしている。同年8月に新たな公開日が2023年9月28日であることが発表されたが、後に12月22日に延期された。2023年7月6日に予告編が公開され、再生回数が24時間以内に8300万回を記録し、インド映画の歴代再生回数記録を更新した。12月1日にファースト・トレーラーが公開され、同月18日にはセカンド・トレーラーが公開された。2023年12月に中央映画認証委員会は、『SALAAR/サラール』のレイティングを「A」に指定している。
『SALAAR/サラール』は2023年12月22日に2D版とIMAX版が公開され、テルグ語版のほかにカンナダ語・ヒンディー語・タミル語・マラヤーラム語吹替版も同時に公開された。日本では2024年7月5日に公開され、日本で公開されたインド映画として歴代第3位のオープニング成績を記録した。

### 配給
カルナータカ州の配給は製作会社のホンバーレ・フィルムが担当し、北米市場の配給権はモークシャー・ムービーズとプラティヤンギラ・シネマズが取得した。また、ケーララ州の配給権はプリトヴィラージ・スクマーランが経営するプリトヴィラージ・プロダクションが取得し、タミル・ナードゥ州の配給権はウダヤニディ・スターリンが経営するレッド・ジャイアント・ムービーズが取得している。

### ホームメディア
『SALAAR/サラール』は公開前の時点で衛星放送権、デジタル配信権、オーディオ権の売買で35億ルピーの収益を上げている。テルグ語版や各言語の吹替版の衛星放送権はディズニー・スターが取得し、デジタル配信権はNetflixが取得している。Netflixでは2024年1月20日からテルグ語版・タミル語吹替版・カンナダ語吹替版・マラヤーラム語吹替版の配信が始まり、ヒンディー語吹替版は2月16日からDisney+ Hotstarで配信された。

## 評価

### 興行収入
公開初日の興行収入はインド国内で9億5000万ルピー、海外市場で17億8700万ルピーを記録した。最終的な興行収入は70億ルピーを記録し、テルグ語映画年間興行成績第1位、テルグ語映画歴代興行成績第5位、南インド映画歴代興行成績第6位、インド映画年間興行成績第5位、インド映画歴代興行成績第15位にランクインしている。

### 批評

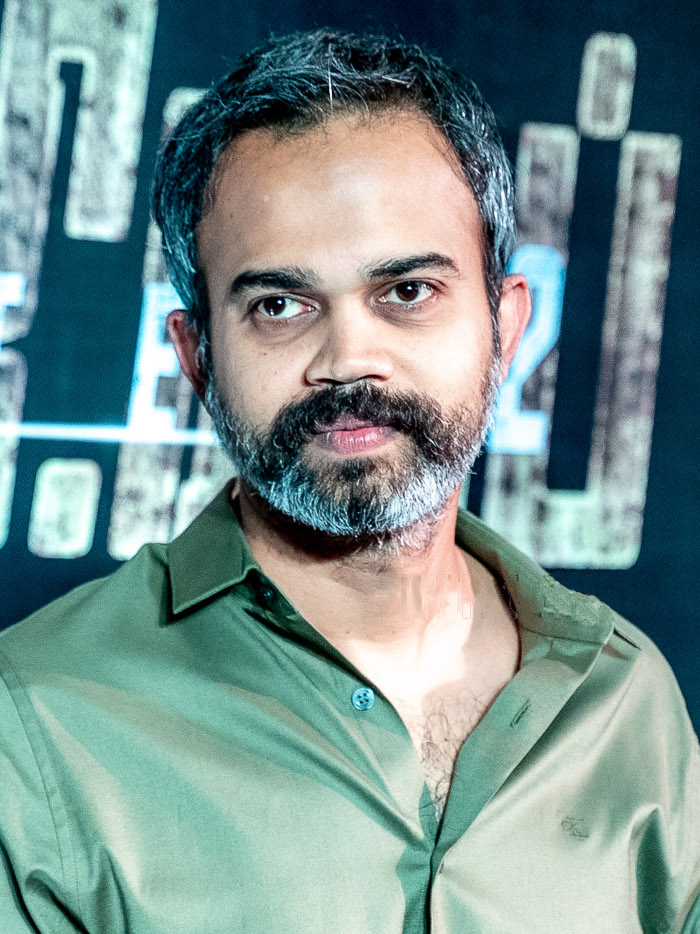
プラシャーント・ニール

『SALAAR/サラール』は演出、ストーリー、世界観の構築、キャラクター、キャストの演技、アクションシーン、音楽、カメラワーク、現代的な君主制国家の描写などが批評家から好意的に評価されているが、一方で前半パートのテンポの悪さ、プラシャーント・ニールの過去作品（『Ugramm』『K.G.Fシリーズ』）との類似性が見られる展開や描写は批判されている。『Rotten Tomatoes』には22件の批評が寄せられ支持率73パーセント、平均評価5.9/10となっており、批評家の一致した見解は「『SALAAR/サラール』は素晴らしいアクションシーンに圧倒されそうになりつつも、作り込まれたキャラクターたちが魅力的な物語を維持しながらノンストップ・アクションを表現してくれている」となっている。
『ザ・タイムズ・オブ・インディア』のポール・ニコデモスは3.5/5の星を与えて「壮大な叙事詩的ストーリーが好きな人にとっては申し分ない作品だ。プラバースとプリトヴィラージ・スクマーランのファンならば、この強烈で魅惑的な映画に感銘を受ける場面を数多く見つけ出すだろう。スケールの大きさで観客を楽しませて心を捉える映画だが、前半パートでは忍耐力が必要になるかもしれない」と批評し、『インディア・トゥデイ』のジャーナニー・Kも3.5/5の星を与えて「『SALAAR/サラール』はプラバースのスターダムを称賛するための大衆マサラ・アクション・エンターテインメント作品だ。今すぐ『Salaar: Part 2 - Shouryaanga Parvam』に備えよう」と批評している。また、『ピンクヴィッラ』のS・デーヴァサンカルは3/5の星を与えて「プラシャーント・ニールのテルグ語映画デビューを飾った本作は、まさに傑作と呼ぶに相応しい映像スペクタクルだ。この映画は根底にあるストーリーやドラマを見失うことなく、素晴らしい殺陣のアクションシーンでファンを魅了している。プリトヴィラージ・スクマーランが"『SALAAR/サラール』の核心はドラマ部分にある"と語ったのは正しかった。ドラマは上々な結果を出しており、監督は豪華キャストの助けを借りて大成功を収めた」と批評している。
『ボリウッド・ハンガマ』は3/5の星を与えて「全体的に『SALAAR/サラール』は大衆に愛され、口笛を吹きたくなる瞬間が多くある点を自慢とするところだが、過剰な暴力、不必要に複雑化された後半パート、そして『Dunki』との競合は興行収入に一定の影響を与えるだろう」と批評し、『Rediff.com』も3/5の星を与えて「プラシャーント・ニールは『K.G.Fシリーズ』のテンプレート要素に、彼の狂気のヴィジョンを支えている野心と技術的な輝きを注ぎ込むことによって、その要素を高めている」と批評している。また、『ザ・ヒンドゥー』のサンギータ・デーヴァ・ドゥンドゥーは「『SALAAR/サラール』は、大衆向けアクション・エンターテインメントが好きな人に向けて作られた作品だ。映画に登場するほとんどのキャラクター（母親、オブランマ、ラーマ、娘アディヤの身を案じるビジネスマン、子供たち、数人の側近など）が、一定の間隔を置いて高尚な言葉を用いてデーヴァのことを語り出すという耽美な盛り上げシーンが見られるが、どこかの時点で彼を情熱的な戦士たらしめている理由を説明して欲しかった」と批評し、『ヒンドゥスタン・タイムズ』のモーニカー・ラーワル・ククレージャは「前半パートは勢いに乗って夢中にさせてくれるが、後半パートになると複雑なシーンが物語を引き伸ばしているように感じられるなど少々勢いを失う形となった。もう少しきちんと編集すれば上映時間を20分間は短縮できただろう。それでも、『SALAAR/サラール』の魅力的なストーリーは、繊細な演技を見せる多層的なキャラクターたちによって引き立てられている」と批評している。
ニューデリー・テレビジョンのサイバル・チャテルジーは2.5/5の星を与えて「プラバースとプリトヴィラージ・スクマーランという2人の実力派スターの存在が『SALAAR/サラール』の大きな魅力だ。そして、残りの魅力は際限のない過剰さにある」と批評し、『ニュース18インディア』のソーニル・デーディアも2.5/5の星を与えて「この映画の問題点は、監督の野心がストーリーの展開を上回っていることだ。映像的には、すべてにおいてクールに見えるが、クールに見せるための根拠が足りていない。背景音楽はうるさくて、感覚が麻痺してしまいそうだ。全体として、『SALAAR/サラール』はプラバースのファンと、感覚を痛めつけることが映画の形態の一つであると考えるような人たちだけに向けて作られた作品である。あなたが鼓膜を大事にする人で、かつ、負け犬から勝者に変身するスーパーヒーローの活躍を見飽きている人ならば、この映画を見逃しても問題ないでしょう」と批評している。また、『インディアン・エクスプレス』のシューブラ・グプタは2/5の星を与えて「殺人と狂乱に対する感覚を麻痺させるような、目を覆いたくなる内容でした。すべてが騒々しく、まったく意味のないものだったのです」と批評している。

### 受賞・ノミネート
| 映画賞                                  | 授賞日           | 部門       | 対象                           | 結果       | 出典           |
| --------------------------------------- | ---------------- | ---------- | ------------------------------ | ---------- | -------------- |
| 第69回フィルムフェア賞 南インド映画部門 | 2024年8月3日     | 作品賞     | 『SALAAR/サラール』            | ノミネート | [ 95 ] [ 96 ]  |
| 第69回フィルムフェア賞 南インド映画部門 | 2024年8月3日     | 監督賞     | プラシャーント・ニール         | ノミネート | [ 95 ] [ 96 ]  |
| 第69回フィルムフェア賞 南インド映画部門 | 2024年8月3日     | 助演女優賞 | シュリヤー・レッディ           | ノミネート | [ 95 ] [ 96 ]  |
| 第12回南インド国際映画賞                | 2024年9月14-15日 | 助演男優賞 | プリトヴィラージ・スクマーラン | ノミネート | [ 97 ] [ 98 ]  |
| 第12回南インド国際映画賞                | 2024年9月14-15日 | 助演女優賞 | シュリヤー・レッディ           | ノミネート | [ 97 ] [ 98 ]  |
| 第12回南インド国際映画賞                | 2024年9月14-15日 | 撮影賞     | ブヴァン・ガウダ               | 受賞       | [ 97 ] [ 98 ]  |
| 第3回IIFAウトサヴァム                   | 2024年9月27日    | 作品賞     | 『SALAAR/サラール』            | ノミネート | [ 99 ] [ 100 ] |
| 第3回IIFAウトサヴァム                   | 2024年9月27日    | 監督賞     | プラシャーント・ニール         | ノミネート | [ 99 ] [ 100 ] |
| 第3回IIFAウトサヴァム                   | 2024年9月27日    | 助演女優賞 | シュリヤー・レッディ           | ノミネート | [ 99 ] [ 100 ] |
| 第3回IIFAウトサヴァム                   | 2024年9月27日    | 編集賞     | ウッジワール・クルカルニー     | 受賞       | [ 99 ] [ 100 ] |

## 続編
2024年1月、ヴィジャイ・キランガドゥールは続編の脚本が完成しており、2025年下半期に公開を予定していることを明かした。続編の撮影は同年8月から開始される。